# GHC Junior Heavyweight Tag Team Championship
Le Global Honored Crown (GHC) Junior Heavyweight Tag Team Championship est le titre de catch professionnel par équipe de la division junior de la promotion japonaise Pro Wrestling NOAH. Les catcheurs de plus de 100 kg ne peuvent obtenir ce titre. Il a été créé en juillet 2003 quand Kenta et Naomichi Marufuji battent Jushin Thunder Liger et Takehiro Murahama en finale d'un tournoi pour les titres junior par équipe de la Noah.
À ce jour, les titres ont connu 61 règnes pour 46 équipes championnes et ont été vacants à neuf reprises.

## Historiques des règnes
| #  | Équipes                                                 | Règne         | Date           | Durée     | Lieu      | Événement                                                                      | Notes |
| -- | ------------------------------------------------------- | ------------- | -------------- | --------- | --------- | ------------------------------------------------------------------------------ | --- |
| 1  | KENTA et Naomichi Marufuji                              | 1er           | 16 juill. 2003 | 690 jours | Osaka     | Accomplish Our Third Navigation                                                | Battent Jushin Thunder Liger et Takehiro Murahama en finale du tournoi pour devenir les premiers champions.                            |
| 2  | Yoshinobu Kanemaru et Takashi Sugiura                   | 1er           | 5 juin 2005    | 203 jours | Sapporo   | Navigation with Breeze                                                         | [ 2 ] |
| 3  | Minoru Fujita (en) et Ikuto Hidaka (en)                 | 1er           | 5 mars 2006    | 161 jours | Tokyo     | Navigate for Evolution 2006                                                    | [ 3 ] |
| 4  | Yoshinobu Kanemaru et Takashi Sugiura                   | 2e            | 13 août 2006   | 147 jours | Tokyo     | Navigation                                                                     | [ 4 ] |
| 5  | The Briscoe Brothers (Jay et Mark Briscoe)              | 1er           | 7 janv. 2007   | 14 jours  | Tokyo     | The First Navigation '07                                                       | [ 5 ] |
| 6  | Ricky Marvin et Kotarō Suzuki                           | 1er           | 21 janv. 2007  | 307 jours | Tokyo     | The First Navigation '07                                                       | [ 5 ] |
| 7  | Naruki Doi et Masato Yoshino                            | 1er           | 24 nov. 2007   | 52 jours  | Sapporo   | Winter Navigation '07                                                          | [ 6 ] |
| 8  | BxB Hulk et Shingo Takagi                               | 1er           | 15 janv. 2008  | 65 jours  | Tokyo     | Dragon Gate's 2008 Primal Gate tour                                            | [ 7 ] |
| 9  | Taiji Ishimori et KENTA                                 | 1er(1er, 2e)  | 20 mars 2008   | 115 jours | Tokyo     | Dragon Gate's The Gate of Generation                                           | [ 8 ] |
| 10 | Yoshinobu Kanemaru et Kotarō Suzuki                     | 1er(3e, 2e)   | 13 juill. 2008 | 553 jours | Fukuoka   | Summer Navigation '08                                                          | [ 9 ] |
| —  | Vacant                                                  | —             | 17 janv. 2010  | —         | —         | —                                                                              | En raison d'une blessure de Kotarō Suzuki.                                                                                             |
| 11 | Ricky Marvin et Taiji Ishimori                          | 1er(2e, 2e)   | 18 fév. 2010   | 185 jours | Osaka     | The Second Navigation '10                                                      | Battent Yoshinobu Kanemaru et Genba Hirayanagi pour remporter les titres vacant.                                                       |
| 12 | Koji Kanemoto et Tiger Mask                             | 1er           | 22 août 2010   | 124 jours | Tokyo     | New Navigation '10 in Tokyo                                                    | |
| 13 | Atsushi Aoki et Naomichi Marufuji                       | 1er(1er, 2e)  | 24 déc. 2010   | 126 jours | Tokyo     | Noahful Gift in Differ 2010                                                    | |
| —  | Vacant                                                  | —             | 29 avr. 2011   | —         | —         | —                                                                              | En raison d'une blessure de Naomichi Marufuji.                                                                                         |
| 14 | KENTA et Yoshinobu Kanemaru                             | 1er(3e, 4e)   | 25 mai 2011    | 144 jours | Tokyo     | The Weekday Navigation 2011 in Korakuen                                        | Battent Atsushi Aoki et Kotarō Suzuki pour remporter les titres vacant.                                                                |
| 15 | Atsushi Aoki et Kotarō Suzuki                           | 1er(2e, 3e)   | 16 oct. 2011   | 280 jours | Tokyo     | The Navigation Sunday 2011 in Korakuen                                         | |
| 16 | Los Mexitosos (Ricky Marvin et Super Crazy)             | 1er(3e, 1er)  | 22 juill. 2012 | 231 jours | Tokyo     | Great Voyage 2012 in Ryogoku                                                   | |
| 17 | Genba Hirayanagi (en) et Maybach Taniguchi Jr./Suwa     | 1er           | 10 mars 2013   | 81 jours  | Yokohama  | Great Voyage 2013 in Yokohama                                                  | |
| —  | Vacant                                                  | —             | 30 mai 2013    | —         | —         | —                                                                              | En raison d'une blessure de Maybach Taniguchi Jr./Suwa.                                                                                |
| 18 | Jushin Thunder Liger et Tiger Mask                      | 1er(1er, 2e)  | 28 juill. 2013 | 132 jours | Tokyo     | 7th NTV G+ Cup Junior Heavyweight League                                       | Battent Atsushi Kotoge et Taiji Ishimori en finale du NTV G+ Cup Junior Heavyweight Tag League 2013 pour remporter les titres vacants. |
| 19 | Yoshinari Ogawa et Zack Sabre, Jr.                      | 1er           | 7 déc. 2013    | 104 jours | Tokyo     | Great Voyage 2013 in Tokyo Vol. 2                                              | [ 10 ] |
| 20 | Atsushi Kotoge et Taiji Ishimori                        | 1er(1er, 3e)  | 21 mars 2014   | 22 jours  | Tokyo     | Spring Navigation 2014                                                         | [ 11 ] |
| 21 | Yoshinari Ogawa et Zack Sabre, Jr.                      | 2e            | 12 avr. 2014   | 84 jours  | Tokyo     | Global Tag League 2014                                                         | |
| 22 | Atsushi Kotoge et Taiji Ishimori                        | 2e(2e, 4e)    | 5 juill. 2014  | 99 jours  | Tokyo     | Great Voyage 2014 in Tokyo Vol. 2                                              | [ 12 ] |
| 23 | Choukibou-gun (Hajime Ohara et Kenoh)                   | 1er           | 12 oct. 2014   | 154 jours | Yokohama  | Great Voyage 2014 in Yokohama                                                  | [ 13 ] |
| 24 | Suzuki-gun (El Desperado et Taka Michinoku)             | 1er           | 15 mars 2015   | 203 jours | Tokyo     | Great Voyage 2015 in Tokyo                                                     | dans un three-way match qui comprenaient également Genba Hirayanagi et Daisuke Harada.                                                 |
| 25 | Momo no Seishun Tag (Atsushi Kotoge et Daisuke Harada)  | 1er(3e, 1er)  | 4 oct. 2015    | 167 jours | Nagoya    | Great Voyage 2015 in Nagoya                                                    | ,. |
| 26 | KenOhara (Hajime Ohara et Kenoh)                        | 2e            | 19 mars 2016   | 17 jours  | Tokyo     | Great Voyage 2016 in Korakuen                                                  | . |
| 27 | Momo no Seishun Tag (Atsushi Kotoge et Daisuke Harada)  | 2e(4e, 2e)    | 5 avr. 2016    | 186 jours | Tokyo     | Spring Navigation 2016 Vol.2                                                   | |
| 28 | Gedo et Jado (en)                                       | 1er           | 8 oct. 2016    | 77 jours  | Tokyo     | Autumn Navig. 2016                                                             | . |
| 29 | Momo no Seishun Tag (Atsushi Kotoge et Daisuke Harada ) | 3e(5e, 3e)    | 24 déc. 2016   | 2 jours   | Tokyo     | Winter Navig. 2016                                                             | . |
| —  | Vacant                                                  | —             | 26 déc. 2016   | —         | —         | —                                                                              | En raison que après la victoire, Kotoge a déclaré qu'il voulait se joindre à la division des poids lourds en 2017.                     |
| 30 | XX (Hi69 et Taiji Ishimori)                             | 1er(1er, 5e)  | 18 fév. 2017   | 189 jours | Fukuoka   | The Second Navig. 2017                                                         | Battent Hayata et Yo-Hey pour remporter les titres vacant.                                                                             |
| 31 | Ratel's (Hayata et Yo-Hey)                              | 1er           | 26 août 2017   | 154 jours | Tokyo     | Summer Navigation 2017 Vol. 2                                                  | . |
| 32 | XX (Hi69 et Taiji Ishimori)                             | 2e(2e, 6e)    | 27 janv. 2018  | 43 jours  | Osaka     | Navigation For The Future 2018                                                 | |
| 33 | Yoshinari Ogawa et Minoru Tanaka                        | 1er (3e, 1er) | 11 mars 2018   | 1 jour    | Osaka     | Great Voyage 2018 in Yokohama                                                  | . |
| —  | Vacant                                                  | —             | 12 mars 2018   | —         | —         | —                                                                              | Ogawa a rendu les titres vacants quand il a su Taiji Ishimori que avait quitté la Noah.                                                |
| 34 | Hi69 et Minoru Tanaka                                   | 2e(3e, 2e)    | 15 avr. 2018   | 245 jours | Osaka     | Navigation To The Northern Cross                                               | |
| 35 | Back Breakers (Hajime Ohara et Hitoshi Kumano (en))     | 1er(3e, 1er)  | 16 déc. 2018   | 70 jours  | Yokohama  | Great Voyage in Yokohama Vol. 2                                                | |
| 36 | Stinger (Kotarō Suzuki et Yoshinari Ogawa )             | 1er(4e, 4e)   | 24 fév. 2019   | 251 jours | Tokyo     | Navigation for the Progress 2019                                               | . |
| 37 | Ratel's (Daisuke Harada et Tadasuke)                    | 1er(4e, 1er)  | 2 nov. 2019    | 24 jours  | Tokyo     | NOAH The Best 2019 ~ Battle Of Aesthetics ~                                    | |
| 38 | Stinger (Atsushi Kotoge et Kotarō Suzuki)               | 1er(5e, 6e)   | 26 nov. 2019   | 124 jours | Niigata   | NOAH Starting Over 2019                                                        | |
| 39 | Ratel's (Hayata et Yo-Hey)                              | 2e            | 29 mars 2020   | 41 jours  | Tokyo     | Pro Wrestling NOAH 20th Anniversary ~ NOAH The Chronicle Vol.2 ~               | . |
| —  | Vacant                                                  | —             | 9 mai 2020     | —         | —         | —                                                                              | En raison de la trahison de Hayata sur Yo-Hey, joignant Suzuki et Ogawa pour reformer Stinger.                                         |
| 40 | Stinger (Hayata et Yoshinari Ogawa)                     | 1er(3e, 5e)   | 10 mai 2020    | 154 jours | Kawasaki  | Muta Fantasia                                                                  | Ils battent RATEL'S (Tadasuke et Yo-Hey) pour remporter les titres vacants.                                                            |
| 41 | Momo no Seishun Tag (Atsushi Kotoge et Daisuke Harada)  | 4e(7e, 5e)    | 11 oct. 2020   | 42 jours  | Osaka     | NOAH N-1 Victory 2020 (Night 7)                                                | . |
| 42 | Stinger (Hayata et Yoshinari Ogawa)                     | 2e(4e, 6e)    | 22 nov. 2020   | 190 jours | Yokohama  | NOAH Pro Wrestling NOAH 20th Anniversary ~ NOAH The Chronicle Vol. 4           | |
| 43 | Daisuke Harada et Hajime Ohara                          | 1er(6e, 4e)   | 31 mai 2021    | 62 jours  | Tokyo     | NOAH Mitsuharu Misawa Memorial 2021 In Korakuen Hall ~ Forever In Our Hearts ~ | ,. |
| 44 | Stinger (Seiki Yoshioka et Yuya Susumu (en))            | 1er           | 1er août 2021  | 42 jours  | Hiroshima | NOAH Cross Over 2021                                                           | [ 30 ] |
| 45 | Atsushi Kotoge et Hajime Ohara                          | 1er(8e, 5e)   | 12 sept. 2021  | 28 jours  | Tokyo     | NOAH N-1 Victory 2021                                                          | [ 31 ] |
| 46 | Los Perros del Mal de Japon (Eita et Nosawa Rongai)     | 1er           | 10 oct. 2021   | 49 jours  | Osaka     | Grand Square 2021 In Osaka                                                     | . |
| 47 | Stinger (Hayata et Yoshinari Ogawa)                     | 3e(5e, 7e)    | 28 nov. 2021   | 52 jours  | Tokyo     | The Best 2021                                                                  | [ 33 ] |
| —  | Vacant                                                  | —             | 19 janv. 2022  | —         | —         | —                                                                              | Rendus vacants après qu'Ogawa soit testé positif au COVID-19.                                                                          |
| 48 | Stinger (Seiki Yoshioka et Yuya Susumu (en))            | 2e            | 22 janv. 2022  | 20 jours  | Osaka     | Higher Ground 2022                                                             | En battant Atsushi Kotoge et Hajime Ohara.                                                                                             |
| —  | Vacant                                                  | —             | 11 fév. 2022   | —         | —         | —                                                                              | À la suite d'une blessure au genou de Seiki Yoshioka.                                                                                  |
| 49 | Atsushi Kotoge et Yo-Hey                                | 1er (9e, 3e)  | 23 fév. 2022   | 65 jours  | Nagoya    | Gain Control 2022 in Nagoya                                                    | En battant Hayata et Yuya Susumu (en).                                                                                                 |
| 50 | Stinger (Chris Ridgeway et Yoshinari Ogawa)             | 1er (1er, 8e) | 29 avr. 2022   | 149 jours | Tokyo     | Majestic 2022: N Innovation                                                    | [ 36 ] |
| 51 | Atsushi Kotoge et Seiki Yoshioka                        | 1er (10e, 3e) | 25 sept. 2022  | 46 jours  | Nagoya    | Grand Ship in Nagoya 2022                                                      | [ 37 ] |
| 52 | Kongo (Hajime Ohara et Shūji Kondō)                     | 1er (6e, 1er) | 10 nov. 2022   | 13 jours  | Tokyo     | Global Honored Crown 2022                                                      | [ 38 ] |
| 53 | Atsushi Kotoge et Seiki Yoshioka                        | 2e (11e, 4e)  | 23 nov. 2022   | 30 jours  | Tokyo     | Noah The Best                                                                  | [ 39 ] |
| 54 | Kzy et Yo-Hey                                           | 1er (1er, 4e) | 23 déc. 2022   | 9 jours   | Tokyo     | N Innovation 2022                                                              | [ 40 ] |
| 55 | Eita et Yoshinari Ogawa                                 | 1er (2e, 9e)  | 1er janv. 2023 | 105 jours | Tokyo     | Noah The New Year 2023                                                         | [ 41 ] |
| 56 | Good Looking Guys (Tadasuke et Yo-Hey)                  | 1er (2e, 5e)  | 16 avr. 2023   | 67 jours  | Sendai    | Green Journey in Sendai 2023                                                   | [ 42 ] |
| 57 | Chris Ridgeway et Daga                                  | 1er (2e, 1er) | 22 juin 2023   | 76 jours  | Tokyo     | NOAH Star Navigation 2023                                                      | [ 43 ] |
| —  | Vacant                                                  | —             | 6 sept. 2023   | —         | —         | —                                                                              | |
| 58 | Alpha Wolf (en) et Dragon Bane (en)                     | 1er           | 24 sept. 2023  | 100 jours | Nagoya    | Grand Ship in Nagoya 2023                                                      | En battant Ninja Mack (en) et Alejandro (en).                                                                                          |
| 59 | Good Looking Guys (Tadasuke et Yo-Hey)                  | 2e (3e, 6e)   | 2 janv. 2024   | 159 jours | Tokyo     | The New Year 2024                                                              | Dans un match à trois équipes incluant Ninja Mack (en) et Alejandro (en).                                                              |
| 60 | Eita et Shūji Kondō                                     | 1er (3e, 2e)  | 9 juin 2024    | 84 jours  | Tokyo     | NOAH Star Navigation 2024                                                      | [ 46 ] |
| 61 | Hayata et Yo-Hey                                        | 3e (6e, 7e)   | 1er sept. 2024 | 203 jours | Osaka     | N-1 Victory                                                                    | [ 47 ] |